# Pierluigi Piccini
Pierluigi Piccini (Roma, 10 novembre 1952) è un politico italiano, sindaco di Siena dal 1990 al 2001.

## Biografia
Dopo una breve esperienza sindacale nella CGIL, entra in consiglio comunale a Siena come assessore alle attività economiche e successivamente assessore all'urbanistica e vicesindaco nella giunta di Vittorio Mazzoni della Stella. Nel 1990 viene eletto sindaco dal consiglio comunale, per poi essere riconfermato nelle elezioni dirette del 1993 e del 1997, amministrando il comune fino al 2001.
Dal 2001 al 2013 svolge ruoli manageriali da vice direttore generale della Monte dei Paschi Banque a Parigi.
Nel 2004 viene espulso dai Democratici di Sinistra in quanto accusato di aver dato il suo sostegno, durante le elezioni amministrative del 2004 a candidati esterni al partito.
Tenta nuovamente a farsi eleggere primo cittadino in occasione delle elezioni comunali del 2006 e del 2018: nella prima occasione riesce a classificarsi secondo, venendo sconfitto già al primo turno, mentre nel secondo caso si classifica terzo, con la lista civica che lo sostiene che risulta essere la più votata; comunica in seguito di dare il proprio sostegno al sindaco uscente Bruno Valentini, poi sconfitto al secondo turno.
Nel 2024 viene nominato assessore a Piancastagnaio in una giunta di centro-destra, con deleghe a cultura e turismo.